# Коста Николић
Коста Николић (1963) српски је историчар.

## Биографија
Коста Николић је рођен 1963. године. Он је Научни сарадник Института за савремену историју у Београду. Истраживачки се бави историјом комунистичког покрета у Краљевини Југославији и историјом српског народа у Другом свјетском рату. Докторирао је 15. јуна 1999. године на Филозофском факултету у Београду.
Косту Николића критичари оптужују да својим радом промовише „академски историјски ревизионизам“ којим рехабилитује квинслишке покрете и негативно се изјашњава о партизанском покрету. Заједно са Бојаном Димитријевићем је објавио књигу Ђенерал Михаиловић у издању издавачке куће Српска реч, блиске Српском покрету обнове.
Николић је после петооктобарских промена постао близак Демократској странци. Био је ангажован да напише нови уџбеник историје за завршне разреде гимназије. Књига је даље пратила Николићев антикомунистички став, док је рехабилитовала четнике и квислинге окупљене око Милана Недића. Књига је помињала да су партизани за собом „остављали пасја гробља“, док су четнички и недићевски злочини умањивани. Тако је на пример написано да је најтежа казна коју су четници користили било шамарање, и потпуно су игнорисане црне тројке, четнички масакри над партизанским симпатизерима и несрпским становништвом, учешће квислинга у уништењу јеврејског становништва и Бањички логор). Књига је представила Мартовске преговоре као пример немачко-партизанске завере против четника и западних Савезника, док је правдала четничку колаборацију са Италијанима и прећуткивала колаборацију са НДХ и Трећим рајхом, не помињући састанак у Дивцима и споразуме четника са НДХ. Биографије Драгољуба Михаиловића и Милана Недића су приказане позитивно, док је Јосип Броз Тито представљен као агент Коминтерне.
Николић је позван као вештак у процесу рехабилитације Аћимовићевих жандарма Богдана Лончара и Миленка Браковића убијених у Белој Цркви 7. јула 1941. и подржао њихову рехабилитацију истичући да је њихово убиство било из политичких и идеолошких разлога, иако су убијени тек пошто су први отворили ватру на партизане.
Николић је заједно са Срђаном Цветковићем и Момчилом Павловићем аутор четворотомне Историје Демократске странке. Влада Србије је 2009. ангажовала Николића у Државној комисији за утврђивање околности погубљења генерала Драгољуба Драже Михаиловића. Комисија је потврдила званичну верзију хапшења Драгољуба Михаиловића у којој је Никола Калабић сарађивао са Озном и учествовао у акцији Михаиловићевог хапшења.

## Објављене књиге
Објавио је преко 30 радова у стручним часописима и више посебних издања:
- Бољшевизација КПЈ 1919-1929,
- Уједињене српске земље (у коауторству са др Миланом Весовићем),
- Рат и мир ђенерала - ратни списи генерала Драгољуба Михаиловића I-II (у коауторству са др Миланом Весовићем и мр Бојаном Димитријевићем) и
- Историја Равногорског покрета I-III
- Србија у Титовој Југославији 1941-1980
- Мач револуције: Озна у Југославији 1944-1946
- Од мира до рата: Документа Председништва СФРЈ 1991,Том 1, (јануар-март 1991)
- Рат у Словенији: Документа Председништва СФРЈ 1991,Том 2, (јун-јул 1991)
- Једна изгубљена историја – Србија у 20. веку